# Kostel svatého Bartoloměje (Frymburk)
Kostel sv. Bartoloměje je nápadnou dominantou Frymburku. Kaple či kostel zde jistě stály již před rokem 1277, kdy je na závěti Vítka z Krumlova uveden jako svědek frymburský plebán Přebyslav. V roce 1305, již po vymření krumlovské větve Vítkovců, daroval Jindřich z Rožmberka kostel premonstrátům z blízkého kláštera v rakouském Schläglu (Drkolná), kteří patronátní právo nad frymburskou farou drželi až do roku 1946. Z raně ani vrcholně gotické fáze stavby se nedochovaly nejspíše žádné nadzemní konstrukce. Velmi pozdně gotická východní část, obsahující presbitář se síťovou klenbou (sedilemi a sanktuářem) a třípatrovým přístavkem obsahujícím podzemní kostnici, sakristii ve zvýšeném přízemí a pokladnici/oratoř v patře je datována na jedom z opěráků letopočtem 1550. Po Švédském plenění během třicetileté války byla loď kostela v letech 1649 - 1652 zvýšena a zaklenuta, což připomíná mramorový pamětní reliéf v lodi nad severním vstupem. Z této doby ze dochoval také hlavní oltář od Jana Woratha, který pracoval mj. na oltářích klášterního kostela ve Schläglu a kostela sv. Víta v Českém Krumlově.V průběhu baroka a rokoka přibyly ještě boční oltáře Sv. Linharta a Krista Trpitele. V téže době v závěru lodi vyrostla i zpěvácká kruchta a dodnes dochované varhany. V roce 1866 zachvátil městečko požár, při kterém na kostele shořely naštěstí jen krovy a padající kříž z vrchu původí věžní báně, prorazil gotickou klenbu presbitáře a propálil oltářní plátna. Během následné obnovy získal kostel dodnes charakteristický extrémně nízký krov a, v té době moderní, vysokou špičatou věž. Poslední stavební úpravy - generální rekonstrukce - se kostel dočkal na konci devadesátých let 20. století za P. Michala Tkáče. 3/4 dílem k této rekonstrukci přispěli zahraniční dárci: nadace Renovabis, Premonstrátský klášter Schlägl, nadace Kirche in Not a soukromí dárci z řad odsunutých obyvatel.[zdroj?]
Na levém bočním oltáři zasvěceném Sv. Linhartovi se od 60. let 20. stol. do konce 90. let  nacházela gotická socha Madony ze 3. čtvrtletí 14. století pocházející ze zrušeného kostela svatého Václava v Rychnůvku., ke které se chodili klanět odsunutí obyvatelé Německého Rychnova. Nyní se nachází v cisterciáckém klášteře Vyšší Brod. Křišťálový lustr v lodi kostela, poslední památka přesunutá ze zničeného kostela v Kapličkách (Kapellen) u Loučovic byl okolo roku 2005 tehdejším farářem snesen, nahrazen halogenovým svítidlem a hozen do stodoly, odkud zázračně zmizel i když je dosud veden v inventárním seznamu kostela.[zdroj?]
Kostel se nachází na křižovatce cest z Horní Plané a Černé v Pošumaví, z Českého Krumlova a Světlíku a od jihovýchodu sem vede cesta z Vyššího Brodu přes Loučovice a Lipno, přes Vltavu vede cesta přes hranici na Aigen im Mühlkreis (klášter Schlägl) a Haslach. Dnes kostel tvoří významný urbanistický prvek, který zásadně dotváří charakter zástavby v obci a ve své poloze se výrazně uplatňuje při dálkových pohledech na Frymburk v rozsáhlé oblasti Šumavy a Lipenského jezera a vytváří tak charakteristické panorama.

## Stavební fáze
Původní raně gotický kostel byl postaven spolu s městečkem někdy ve 13. století a v roce 1305 přešel pod správu premonstrátského řádu v nedalekém Schläglu. V první polovině 16. století byl kostel přestavěn v duchu pozdní gotiky. Jako první vyrostlo kněžiště s patrovou sakristií a kostnicí v suterénu. Práce na plášti probíhaly kolem roku 1530, jak dokládá datace na severovýchodním opěráku. Krátce nato byla mezi sakristií a lodí založena zvonice. Mezi léty 1530-1540 byla dokončena plochostropá loď se strmým západním štítem. Celková doba výstavby frymburského kostela je velmi nejasná a lze ji jen rámcově určit na základě skutečnosti, že stejně velké městské kostely se na rožmberském panství obvykle budovaly v rozmezí 20–30 let.

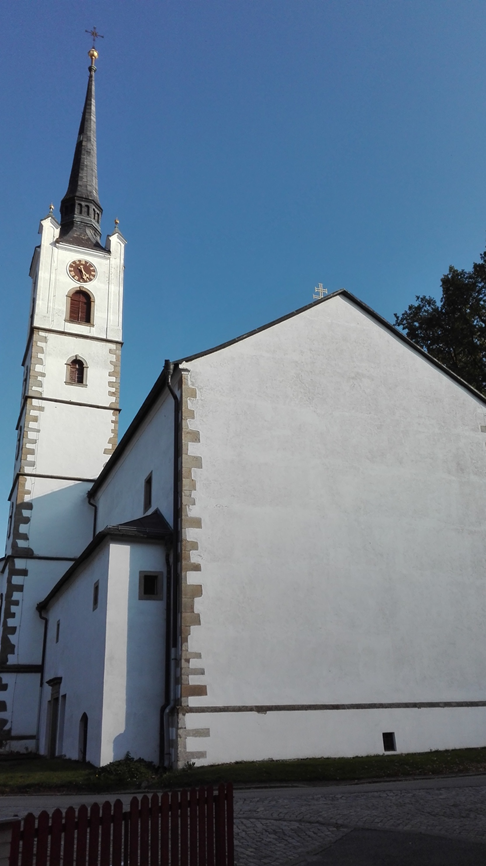
Kostel sv. Bartoloměje (Frymburk)

## Stavební podoba
Jedná se o jednolodní kostel s polygonálním kněžištěm, čtvercovou sakristií s kostnicí a depozitářem na severní straně, ke které je připojena věž a schodišťový přístavek. Kněžiště o dvou klenebních polích zpevňují v nárožích opěráky s prohnutými stříškami. Interiér kněžiště osvětlují tři velká trojdílná okna s lomenými záklenky, doplněnými ve vrcholu původními kamennými kružbami. Síťová žebrová klenba s hvězdovým závěrem je usazena na protínajících klínových vyžlabených žebrech. Půlkruhově sklenutý vítězný oblouk téměř v celé šířce spojuje prostor kněžiště s lodí. Patrová sakristie je sklenuta křížovou hřebínkovou klenbou. V patře nad sakristií se zachovalo na každé straně jedno obdélné pozdně gotické okno. Šestipatrová věž kostela je v jádru pozdně gotická, zbudovaná z kamene s armovanými nárožími a kordonovanými římsami. Kostel obsahuje řadu hodnotných stavebních konstrukcí z přelomu 15. a 16. století. Kvalita kamenické práce a architektonický projekt řadí kostel sv. Bartoloměje k výjimečným projevům pozdně gotického stavitelství nejen v jižních Čechách, ale v celé širší oblasti Podunají.

## Galerie

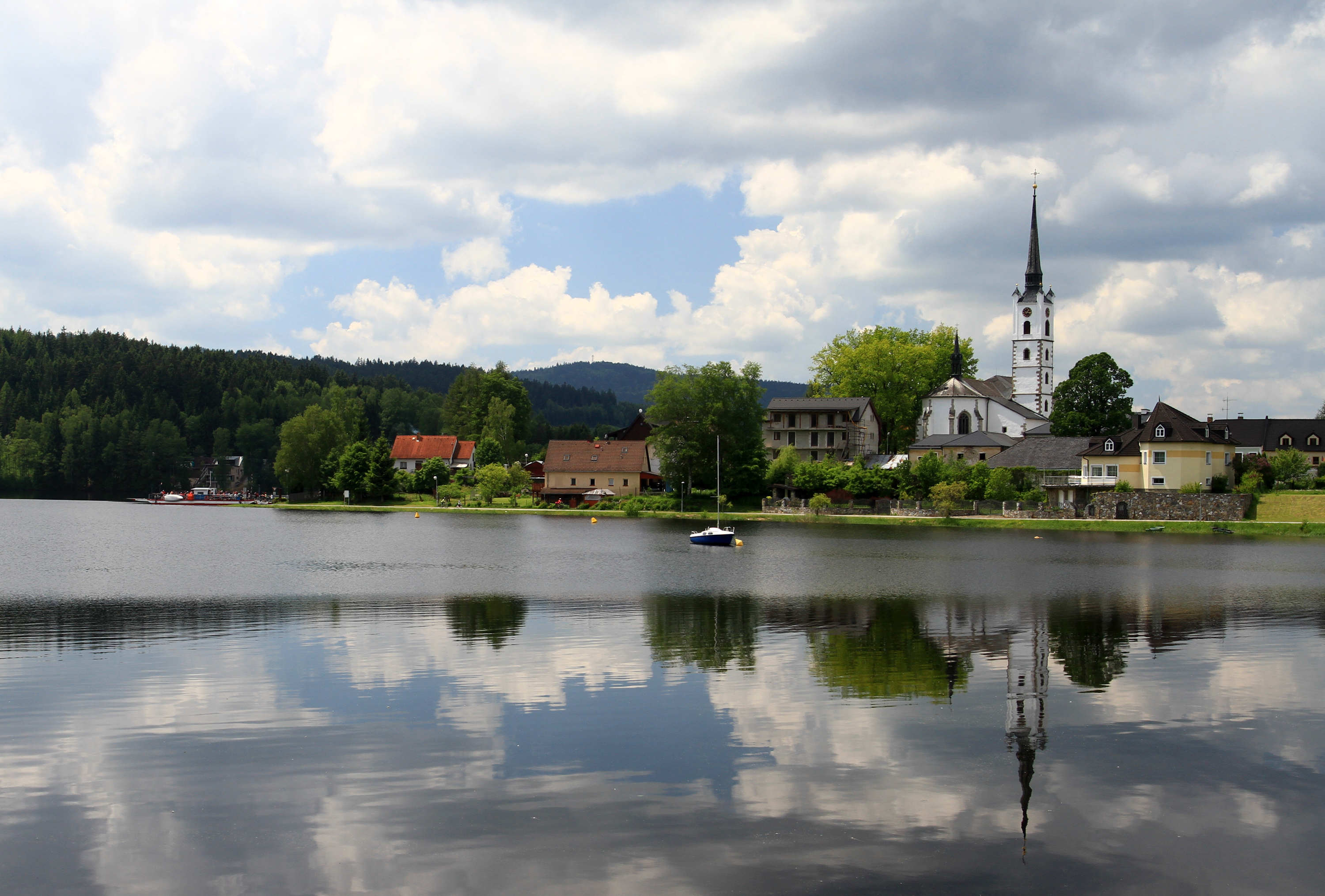
Kostel sv. Bartoloměje s farou ve Frymburku
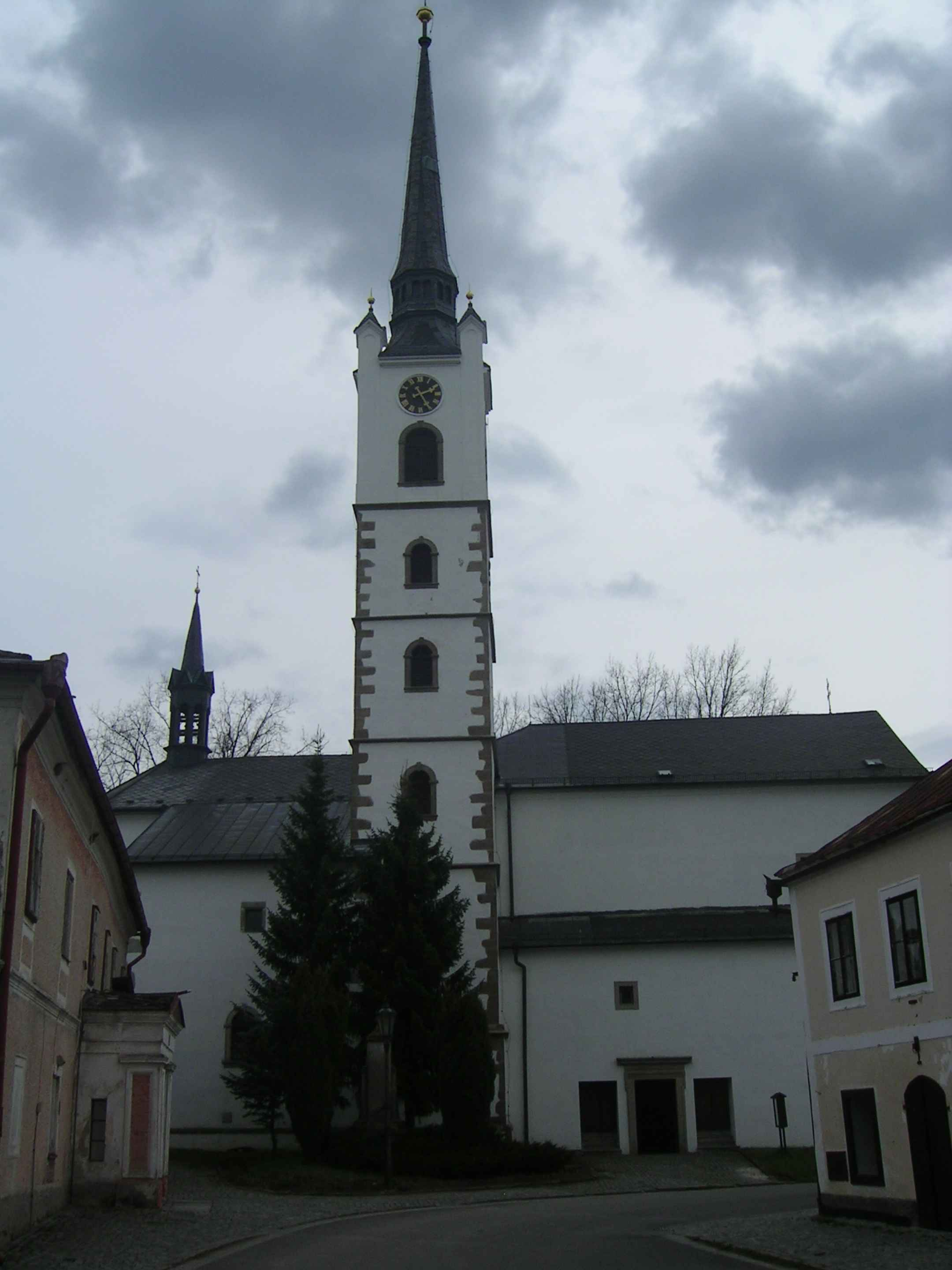
Kostel svatého Bartoloměje ve Frymburku
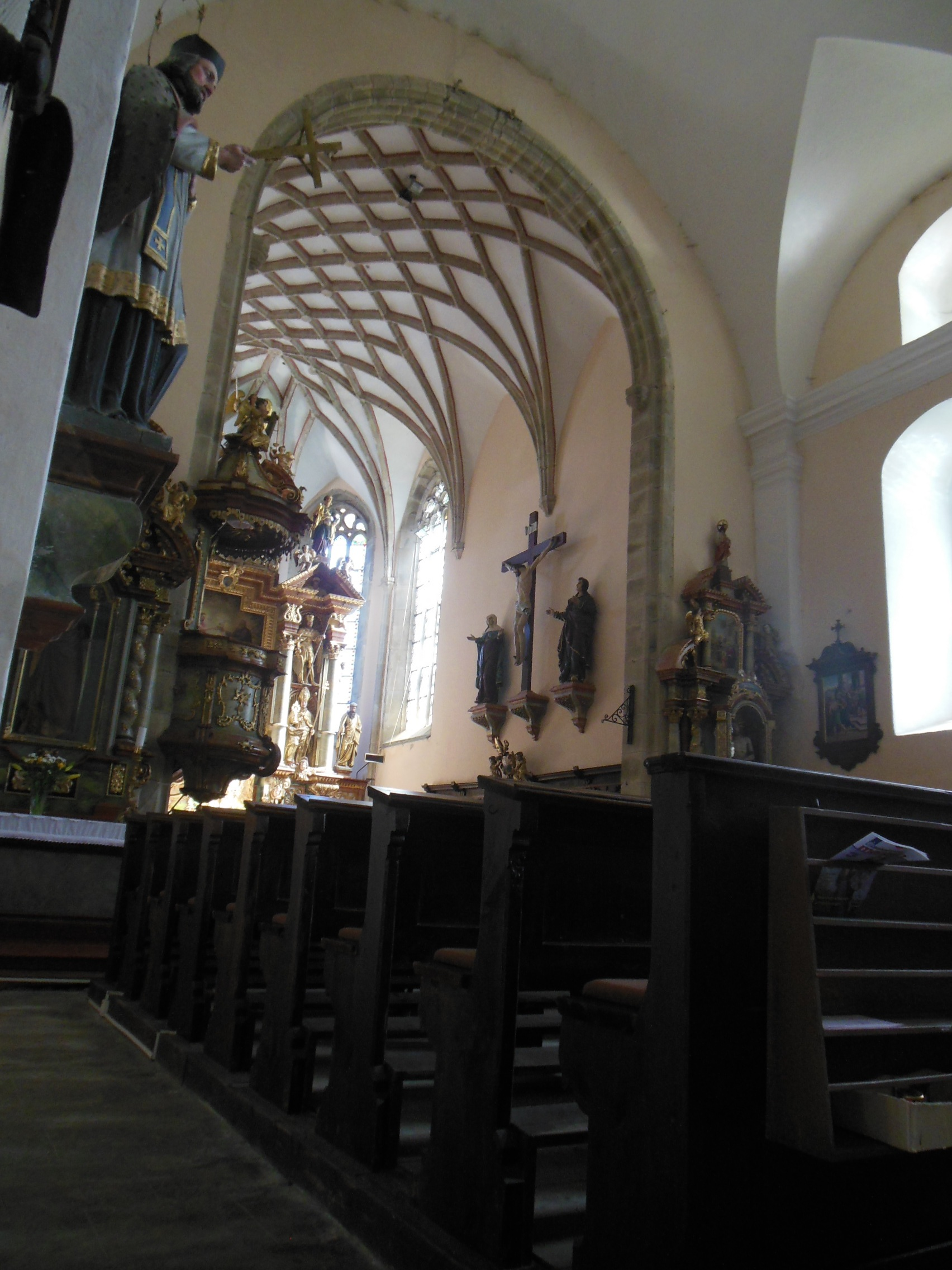
Interiér kostela svatého Bartoloměje ve Frymburku
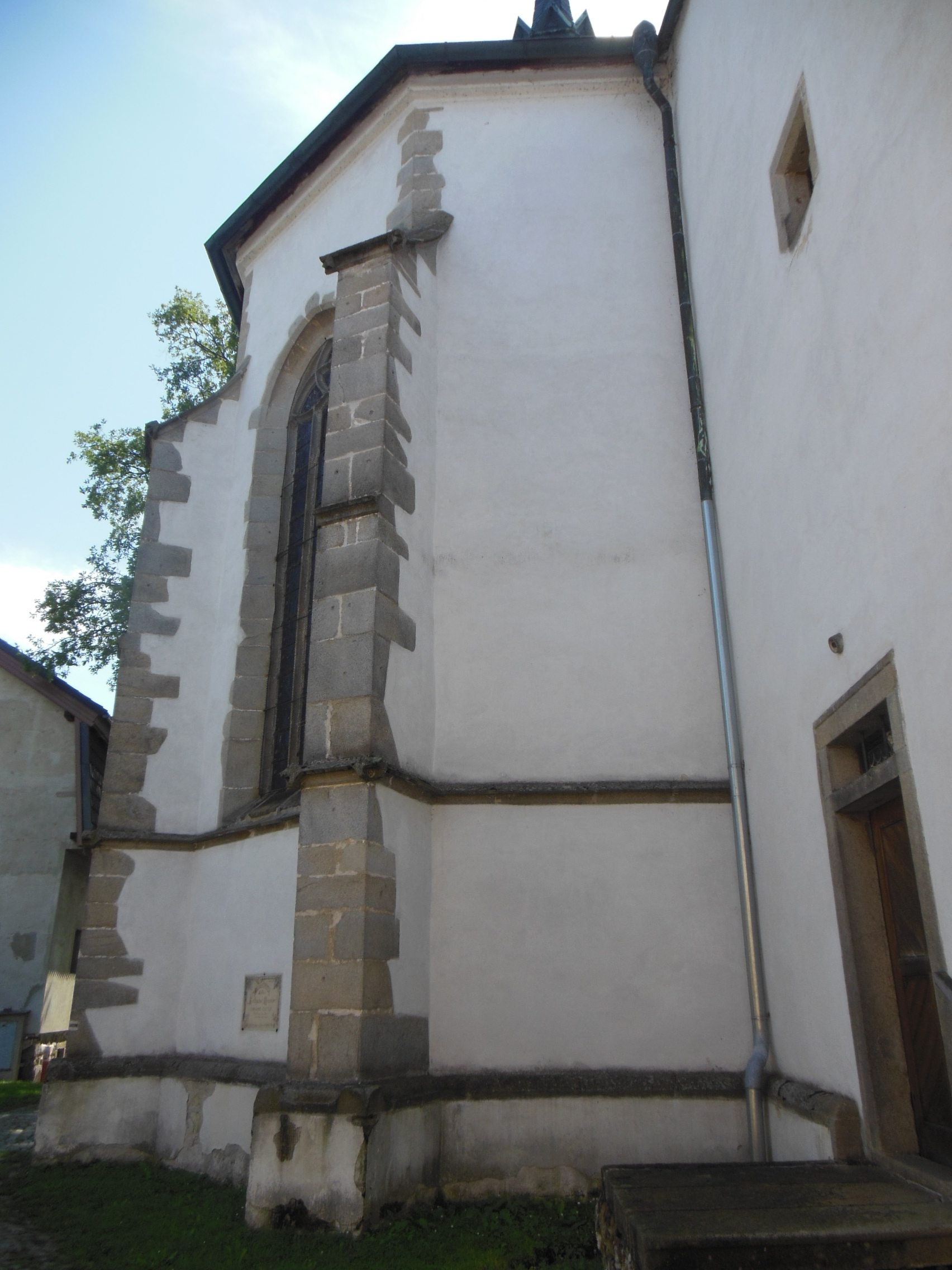
Presbytář kostela svatého Bartoloměje ve Frymburku
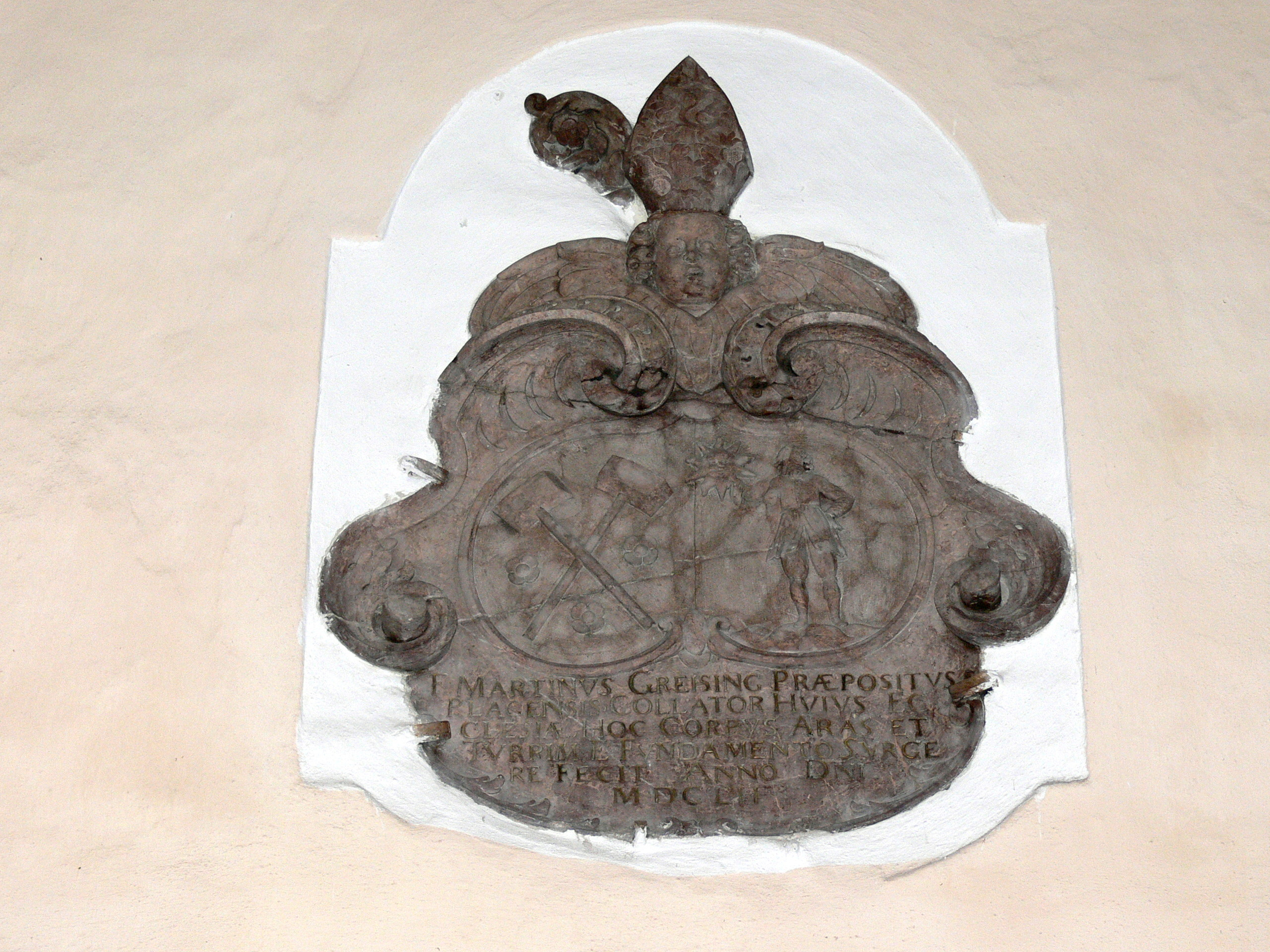
Erb Martina Graysinga